# Eugène Fromentin
Eugene Samuel Auguste Fromentin-Dupeux (24. říjen 1820, La Rochelle – 27. srpen 1876, Saint-Maurice, dnes součást La Rochelle) byl francouzský romantický malíř a spisovatel, známý především svými obrazy z Alžíru a Egypta.
Jeho manželkou byla Marie Cavellet de Beaumont, se kterou se oženil dne 18. května 1852.

## Život a dílo
Původně studoval práva. Poté začal studovat krajinomalbu u Louise-Nicolase Cabata. V roce 1842 poprvé cestoval do Alžírska. Ovlivněn malířem Prosperem Marilhatem se rozhodl, že se bude věnovat námětům africké pouště. První práce tohoto námětu vystavil na Salonu v roce 1847. Do Sahelu v Africe se vrátil v roce 1848 a 1851.
Dále cestoval v roce 1869 do Egypta. V roce 1870 navštívil Benátky a v roce 1875 Nizozemsko. Zde studoval díla nizozemských mistrů a napsal o nich sérii esejů, které vyšly roku 1876 v knize Les Maîtres d'autrefois.
Byl přítelem malíře Gustave Moreaua (1826–1898). Jeho malířskými žáky byli Fernand Cormon (1845–1924) a Henri Gervex (1852–1929).
Se svým přítelem archeologem a fotografem Augustem Salzmannem v roce 1847 odjel do Alžírska.
V jeho malířském díle je oceňována přesnost zachycení exotického prostředí a vystižení barevné atmosféry africké pouště. Ve své době dosáhlo velkého uznání. Tyto obrazy jsou vystaveny např. v Louvre nebo v Musée d'Orsay. Ve 20. století začalo být hodnoceno výše jeho dílo kritické a spisovatelské, viz např.

Je pochován na hřbitově 'Cimetière de Saint-Maurice' v La Rochelle.

## Fotogalerie

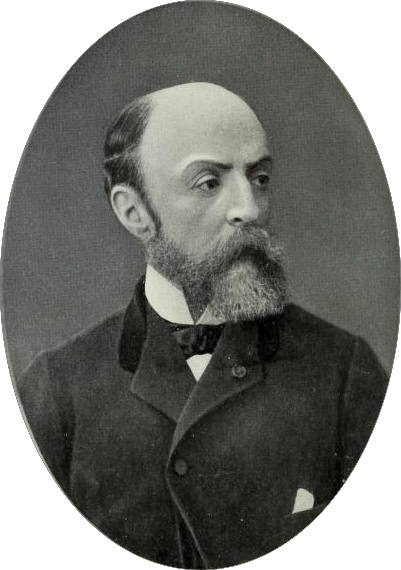
Eugène Fromentin
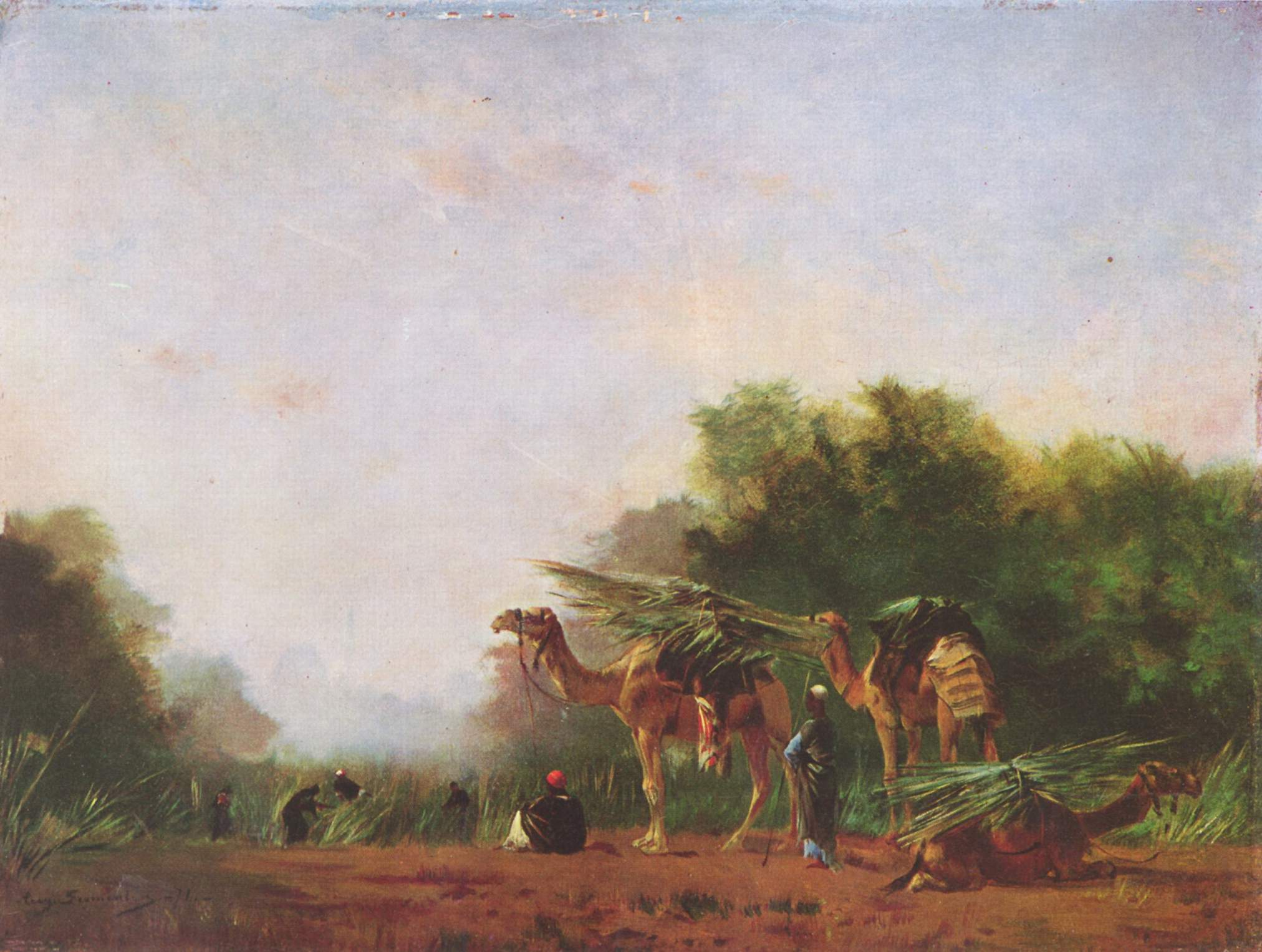
Arabové, 1871
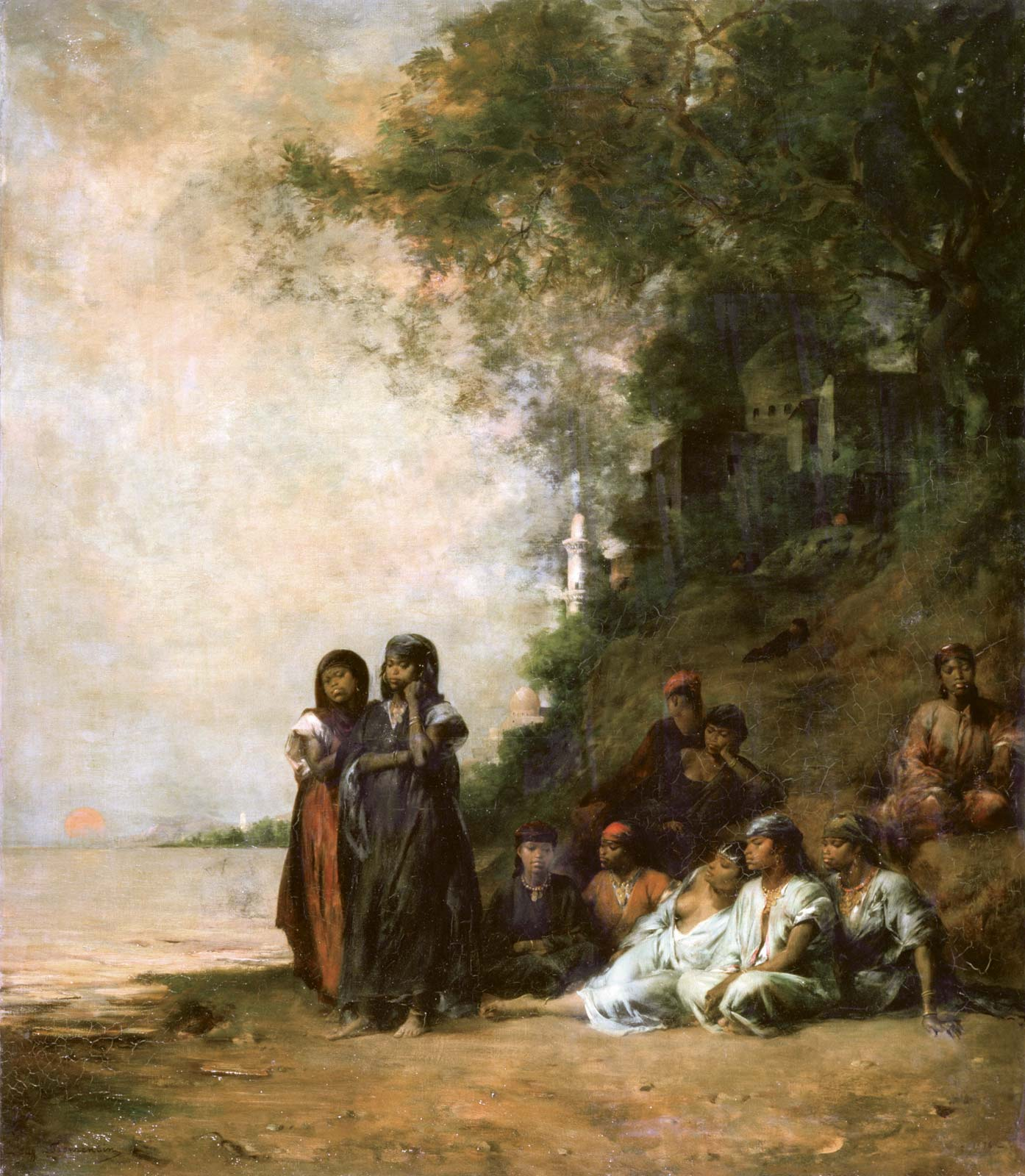
Vzpomínka na Esneh (Arabské ženy na břehu Nilu), 1876
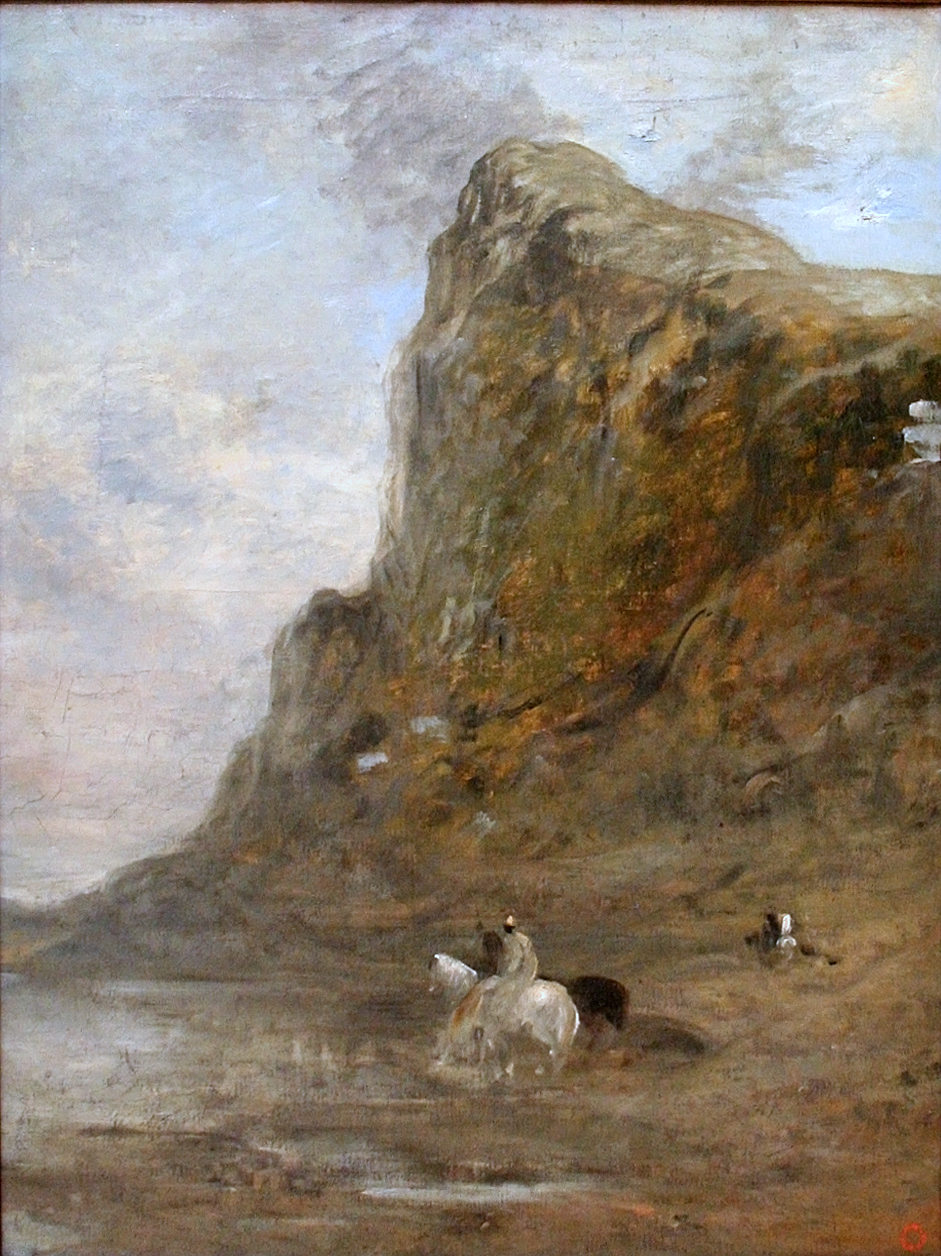
Maročtí jezdci na úpatí Chiffra
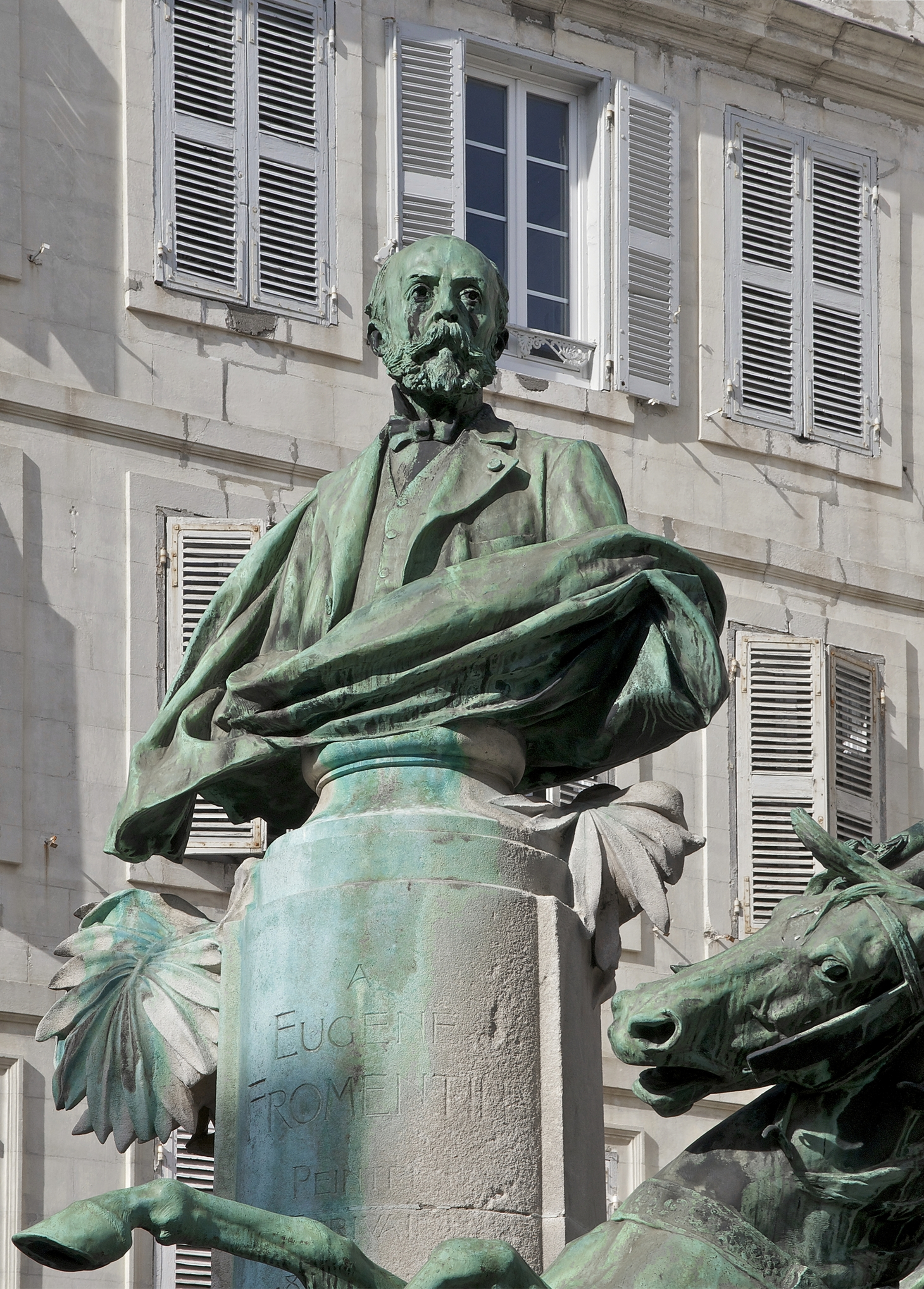
Jeho busta v La Rochelle (Charente-Maritime)

## Spisy
cestopisy
- Un été dans le Sahara (1857, Léto na Sahaře)
- Une année dans le Sahel (1858, Rok v Sahelu)
- Voyage en Égypte (1869, Cesta do Egypta)

román
- Dominique (1863, Dominik) – psychologický román o platonické lásce mladého muže ke starší vdané ženě. Příběh je údajně autobiografický.

eseje o malířství
- Les Maîtres d'autrefois (1876, Staří mistři) – soubor esejů o nizozemských malířích (Peter Paul Rubens, Paulus Potter, Salomon van Ruysdael, Aelbert Cuyp, Frans Hals, Rembrandt, Jan van Eyck, Hans Memling a další).

### České překlady
- Někdejší mistři. Díl I, Belgie, Praha : Mánes, 1908
- Někdejší mistři. Díl II, Holandsko překlad: Václav Zedník, Praha : Mánes, 1908
  - ukázka: FROMENTIN, Eugène. Meditace o slávě a kráse : večer v Haagu. Volné směry. 1908, roč. XII, čís. 1, s. 3–4. Dostupné online. ISSN 1802-7253.
- Staří mistři, překlad Dagmar Malá, Praha : SNKLHU, 1957
- Dominik, překlad: Josef Richard Marek, KDA, svazek 115-116, Praha : Kamilla Neumannová, 1914, další překlady:
  - překlad: František Jelínek, Praha : Přítel knihy, 1929
  - překlad: Eva Formánková, Praha : Vyšehrad, 1980